# Pnigalio strigiscuta
Pnigalio strigiscuta är en stekelart som först beskrevs av Thomson 1878.  Pnigalio strigiscuta ingår i släktet Pnigalio och familjen finglanssteklar. Arten är reproducerande i Sverige. Inga underarter finns listade i Catalogue of Life.